# Darius der Meder
Darius (so lateinisch nach reichsaramäisch דָרְיָוֶשׁ darjawesch) oder Dareios der Meder (also aus Medien stammend oder den Medern angehörig) ist ein im biblischen Buch Daniel erwähnter Herrscher, der am Ende des 70-jährigen Exils der Juden in Babylon aufgetreten sein soll. Über seine Identität gibt es wenig eindeutige Aussagen.
Nach dem Ende des Babylonischen Großreiches soll er die Herrschaft über das „Königreich der Chaldäer“ übernommen haben (Dan 9,1 ). Laut dem Buch Daniel (Dan 6,1 ) war er zu diesem Zeitpunkt 62 Jahre alt und Nachfolger von Belsazar. Im Kapitel 9 (Dan 9,1 ) wird Darius als Sohn des Ahasveros bezeichnet. Der auch im Buch Ester (Est 1 ) genannte Ahasveros wird meist mit Xerxes I. identifiziert.
Im Danielbuch wird anscheinend angenommen, dass „Darius der Meder“ bereits vor Kyrus dem Großen geherrscht hat, der aus biblischen und nichtbiblischen Quellen als König Persiens und Eroberer Babylons (538 v. Chr.) bekannt ist. So ist jedenfalls die Nennung von Darius und dem „Perserkönig Kyros“ in Dan 6,29  sowie die Abfolge von Dan 9,1  und Dan 10,1  am einfachsten zu verstehen. Mit dieser, durch keine außerbiblischen Quellen gestützten Annahme ergibt sich eine Abfolge von „Medern und Persern“ als Nachfolgern des letzten babylonischen Königs, die der Weissagung von Dan 5,28  entspricht.
 Aus Keilschrifttexten geht hervor, dass Kyros nicht sofort nach der Eroberung Babylons den Titel „König von Babylon“ annahm; Historiker gehen davon aus, dass Kyros jenen Titel einem Vasallen, auch Satrapen genannt, übertrug, der sein Statthalter in Babylon wurde. Darius setzte laut Bibelbericht seinerseits 120 Satrapen (Statthalter) über das ehemalige Königreich Babylon ein. Überdies wurde im Altertum der Titel „König“ nicht nur auf Monarchen angewandt, sondern auch auf regionale Herrscher, Statthalter oder Vasallen.
Einige Historiker identifizieren mit Darius einen Mann namens Gubaru, der am wahrscheinlichsten mit Gobryas I. zu identifizieren ist. Gubaru wurde von Kyros zum Statthalter in Babylon eingesetzt und regierte gemäß antiken Quellen mit großer Macht und Eigenständigkeit, sodass die Bezeichnung „König“ auf ihn passen würde und dass „Darius“ nur eine weitere Herrschertitulatur im Sinne der persischen Bedeutung – „der Mächtige“ – darstellt. In diesem Falle ist Darius der Meder nicht zu verwechseln mit den gleichnamigen Königen der Achämenidendynastie, Dareios I., Dareios II. und Dareios III.
Da das Buch Daniel nach überwiegender Ansicht der heutigen Forschung erst um die Mitte des zweiten Jahrhunderts v. Chr. entstanden sein könnte, wäre denkbar, dass Daniel als Verfasser des Textes über die Geschichte des sechsten Jahrhunderts nicht zuverlässig orientiert war und Darius/Dareios mit Kyros II. verwechselt hat.